# Vicigrama
En ludolingüística, un vicigrama (del llatí vicīnus, 'veí' i del grec gramma, 'lletra'), també anomenat paraula vicinal, és una paraula en què totes les seves lletres tenen almenys un veí alfabètic. Per exemple, si la paraula conté alguna "B", també ha de tenir una "A" i/o una "C". En canvi, un no-vicigrama o paraula no-vicinal seria aquella en què cap lletra de la paraula té una veïna alfabètica. Finalment, una paraula mixta és aquella on no compleix cap de les dues condicions.
Si es mira la presència o absència de cada lletra, en el cas del vicigrama es formen agrupacions, mentre que en un no-vicigrama cada lletra queda aïllada, i en paraules mixtes hi ha els dos casos.
Per exemple, en el vicigrama histocompatibilitats els grups formats són ABC-HI-LM-OP-ST (3-2-2-2-2), mentre que en el no-vicigrama territorialitat seria A-E-I-L-O-R-T (1-1-1-1-1-1-1). Tenint en compte aquest raonament, es poden concretar subgrups de vicigrames on totes les agrupacions tenen un nombre determinat de lletres.

## Exemples
- Vicinals: histocompatibilitats, subdesenvolupament, injustificablement, descabdelladament...
- No-vicinals: irretroactivitat, caracteritzarien, extraterritorial, generalitzarien, catalanitzarien...
- Mixtes: impermeabilitzacions, desproporcionadament, estereoespecificitat, internacionalitzaves...
- Vicinals amb grups de 2: desarrebossessen, desballestéssem, sobreabundaven, barrejadisses...
- Vicinals amb grups de 3: desconceptuessen, documentesses, desconcertem, festegésseu...

## Rerefències
1. 1 2  Iverson, Eric «Vicinal and Nonvicinal Heterograms». Word Ways, 38, 1, 2005, pàg. 64.
2. ↑  Ulrich, Eugene J. «Kickshaws». Word Ways, 16, 3, 1983, pàg. 175-7.